# ويليام وايتهيد
ويليام وايتهيد هو كاتب كندي، ولد في 16 أغسطس 1931 في هاميلتون في كندا، وتوفي في 1 فبراير 2018 في تورونتو في كندا.

## روابط خارجية
- ويليام وايتهيد على موقع IMDb (الإنجليزية)
- ويليام وايتهيد على موقع قاعدة بيانات الفيلم (الإنجليزية)